# Список эпизодов телесериала «Вверх и вниз по лестнице» (2010)
Данный список содержит перечень и описание серий сериала «Вверх и вниз по лестнице», снятого британским телеканалом BBC One, первый показ которого состоялся в 2010 году.

## Обзор выпусков
| Выпуск | Выпуск | Количество эпизодов | Дата премьеры    | Дата премьеры   | Дата выхода DVD и Blu-ray | Дата выхода DVD и Blu-ray | Дата выхода DVD и Blu-ray |
| Выпуск | Выпуск | Количество эпизодов | Премьера выпуска | Финал выпуска   | Регион 1                  | Регион 2                  | Регион 4                  |
| ------ | ------ | ------------------- | ---------------- | --------------- | ------------------------- | ------------------------- | ------------------------- |
|        | 1      | 3                   | 26 декабря 2010  | 28 декабря 2010 | 26 апреля 2011            | 7 февраля 2011            | 1 декабря 2011            |
|        | 2      | 6                   | 19 февраля 2012  | 25 марта 2012   | н/д                       | 23 апреля 2012            | н/д                       |

## Выпуск 1 (2010)
| № | # | Название                       | Режиссёр        | Сценаристы  | Дата показа в Великобритании | Зрители Великобритании (в миллионах) |
| --- | - | ------------------------------ | --------------- | ----------- | ---------------------------- | ------------------------------------ |
| 1 | 1 | «Птенец» «The Fledgling»       | Эйрос Лин       | Хайди Томас | 26 декабря 2010              | 8.85                                 |
| Сэр Халлэм и его жена леди Агнес покупают дом на Итон Плейс 165 и берутся за его восстановление. Бывшая горничная Роуз Бак приходит обратно на работу в дом, где она была счастлива. Приезжает неожиданный гость.                                                                                                |   |                                |                 |             |                              |                                      |
| 2 | 2 | «Божья коровка» «The Ladybird» | Эйрос Лин       | Хайди Томас | 27 декабря 2010              | 8.13                                 |
| Дипломатическое искусство Халлэма подвергется испытанию дома, а также на работе. Служащие заинтригованы таинственным новым дополнением к домашнему хозяйству. В то время как леди Перси затевает опасный флирт и обращается на радикальные политические темы.                                                    |   |                                |                 |             |                              |                                      |
| 3 | 3 | «Кукушка» «The Cuckoo»         | Сауль Метцштайн | Хайди Томас | 28 декабря 2010              | 8.18                                 |
| Сэр Халлэм оказывается в центре национального кризиса, когда его друг, герцог Кентский, просит о помощи. Между тем, тучи сгущаются в Итон-плейс с растущим страхом леди Агнес о предстоящем появлении своего ребенка. Король отрекается от престола. Халлэм делает открытие, которое изменит его жизнь навсегда. |   |                                |                 |             |                              |                                      |

## Выпуск 2 (2012)
| № | # | Название                                                                                       | Режиссёр     | Сценаристы    | Дата показа в Великобритании | Зрители Великобритании (в миллионах) |
| --- | - | ---------------------------------------------------------------------------------------------- | ------------ | ------------- | ---------------------------- | ------------------------------------ |
| 4 | 1 | «Далёкая страна, о которой мы ничего не знаем» «A Faraway Country About Which We Know Nothing» | Марк Джобст  | Хайди Томас   | 19 февраля 2012              | 7.87                                 |
| После тяжёлых родов Агнес раньше положенного возвращается домой. В Итон Плейс устраивается работать новая девушка Берил Баллард. Жители города готовятся к войне. Агнес, беспокоясь о сестре, просит мужа разыскать её и привезти домой. Халлем пытается донести до верхних политических кругов своё мнение о невозможности компромисса с Гитлером. Мисс Памела переезжает жить к брату. В результате эксперимента Джони, проводимого в благих целей, погибает домашний питомец Соломон. Мистер Притчард берёт на себя всю ответственность за случившееся. Халлема отправляют в Германию. Там он случайно находит Перси. Она отказывается возвращаться в Англию и дарит Халлему на прощание поцелуй. |   |                                                                                                |              |               |                              |                                      |
| 5 | 2 | «Любовь, которой платят по счетам» «The Love That Pays the Price»                              | Марк Джобст  | Хайди Томас   | 26 февраля 2012              | 6.70                                 |
| Врач сообщает Агнес, что ей больше нельзя иметь детей. Халлем по-прежнему уговаривает Перси вернутся в Англию. Халлем и Агнес принимают у себя в доме важных гостей: герцога Кентского с женой и посла Джозефа Кеннеди с супругой, и некоторых других. Агнес знакомится с Каспаром Ландри, проявляющим к ней интерес. Поругавшись с мистером Притчардом, миссис Таккерей увольняется и отправляется жить к родственникам. Отчаявшаяся Перси просит Халлема забрать её из Германии. Учительница Лотты просит приехавшего мистера Аманджита помочь другим еврейским детям. Аманджит в свою очередь обращается за подмогой к Леди Бланш. По настоянию Бланш Халлем занимается расширением визовой политики для покидающих Германию евреев. Беженцам требуются финансовые накопления, для этого Агнес по просьбе Бланш отправляется к Ландри за финансовой помощью. Перси возвращается в семью. Аманджит и леди Бланш принимают первую группу детей-беженцев. Столкнувшись с трудностями жизни рядовых англичан, миссис Таккерей возвращается на работу в Итон Плейс. |   |                                                                                                |              |               |                              |                                      |
| 6 | 3 | «Идеальный пример женственности» «A Perfect Specimen of Womanhood»                             | Энтони Бирн  | Хайди Томас   | 4 марта 2012                 | 5.86                                 |
| Агнес отправляется на занятия физкультуры женской лиги здоровья и красоты и затем решает каждый раз брать с собой Берил и Юнис. Бланш встречается со своей старой любовью Порцией Синклер. Незаметно для себя Агнесс перенагружает слуг работой по дому, не прибавляя при этом жалованья, и измученная Берил отправляется в службу защиты девушек. Осознав свои ошибки под влиянием мисс Поулсен из службы защиты, Агнесс меняет график работы прислуги и отменяет их занятия физкультурой. В знак благодарности Берил и Юнис возвращаются в лигу здоровья и принимают участие в параде. Порция выпускает в свет роман, основанный на их с Бланш личной жизни. Журналисты поднимают шумиху вокруг Бланш, что вызывает глубокое неудовольствие Халлема. Перси рассказывает Халлему, что беременна от штандартенфюрера Фридриха, с которым жила в Германии, и решает сделать аборт, а также просит не сообщать об этом сестре. После многочисленных попыток, у Перси случается выкидыш, и Халлем оказывает ей моральную поддержку.                                  |   |                                                                                                |              |               |                              |                                      |
| 7 | 4 | «Всё, чем ты являешься» «All the Things You Are»                                               | Брендан Маэр | Стив Томпсон  | 11 марта 2012                | 5.51                                 |
| Гарри подписывается на турнир по боксу, чтобы произвести впечатление Берилл, только он слишком стар для турнира, поэтому он нанимает Джонни, как его протеже. Начинает обучение своего молодого друга боевыми навыками. Внимание леди Агнес обращено на американского миллионера Каспара Ландри, который показывает ей захватывающий мир. В то время как сэр Халлэм начинает оказывать внимание другой женщине и принимает опасное решение, которое изменит его жизнь навсегда. |   |                                                                                                |              |               |                              |                                      |
| 8 | 5 | «Последний вальс» «The Last Waltz»                                                             | Брендан Маэр | Дебби О'Мэлли | 18 марта 2012                | 5.56                                 |
| "Вопросы сердца" беспокоят хозяев и персонал дома Итон-плейс 165. Мистер Притчард находит свою любовь на ежегодном балу служащих. Сэр Халлэм и Перси продолжают своё опасное дело. Гарри, в ответ на объявление войны, сделал предложение Берилл, но шокирующие откровения могут поставить крест на их планах. |   |                                                                                                |              |               |                              |                                      |
| 9 | 6 | «Где-то за радугой» «Somewhere Over the Rainbow»                                               | Энтони Бирн  | Хайди Томас   | 25 марта 2012                | 5.22                                 |
| Леди Агнес возвращается домой и отчаянно пытается исправить раскол в браке. Халлэм тоже хочет загладить свою вину. Накануне войны Берилл и Гарри пытаются быстрее пожениться и уехать. Стыдясь своего поступка, Притчард пакует чемоданы. В доме наступает хаос. |   |                                                                                                |              |               |                              |                                      |